# Preußische G 10
Die Dampflokomotiven der Baureihe Preußische G 10 waren Güterzug-Schlepptenderlokomotiven der Preußische Staatseisenbahnen für den schweren Güterzugdienst auf Hauptstrecken, die Gemeinsamkeiten mit der Tenderlokomotive T 16.1 und Schlepptenderlokomotiven P 8 aufwiesen.
Die G 10 wurde in großen Stückzahlen gebaut und gilt zusammen mit der Kriegslokomotiven der Baureihe 52 als eine der in Europa am weitesten verbreiteten Güterzuglokomotiven. Sie waren ungefähr leistungsgleich zu den G 8.1, konnten aber durch ihre niedrigere Achslast flexibler eingesetzt werden. Vereinzelt wurden die G 10 auch im Personenzugdienst verwendet.

## Geschichte

### Entwicklung und Bau

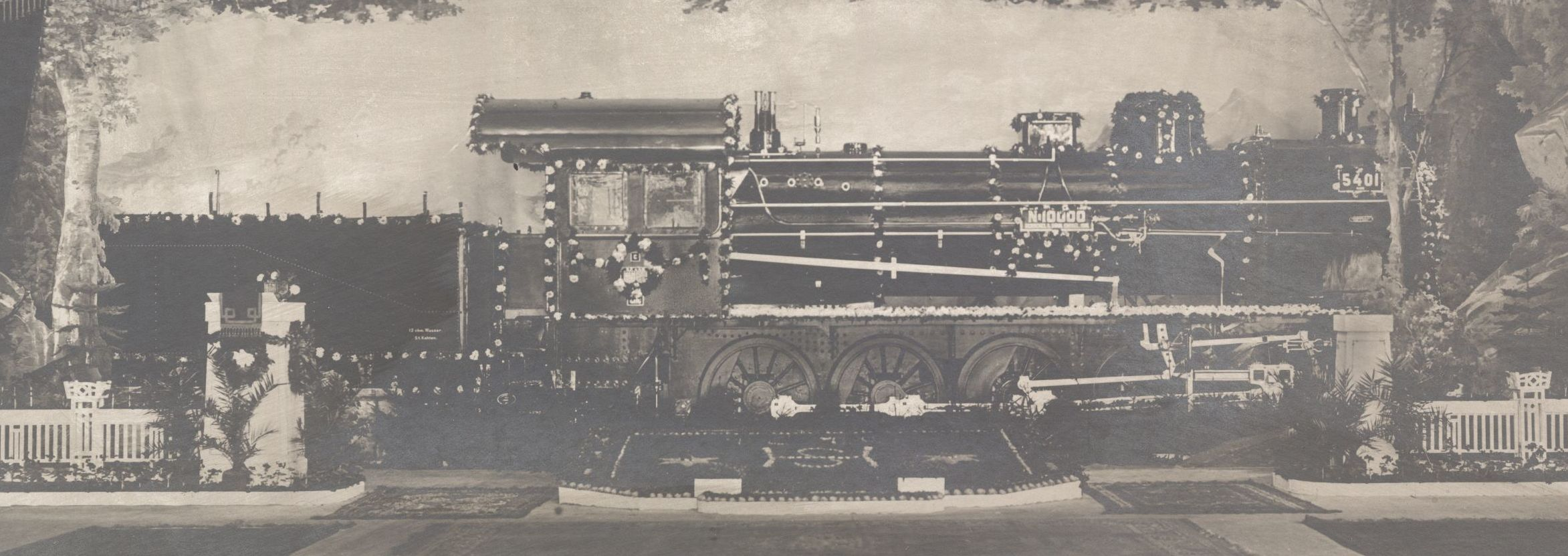
Erste Preußische G 10 mit der Nummer 5401 als 10000. Lok von Henschel & Sohn fertiggestellt

Im Dezember 1907 stellte Robert Garbe erstmals den Entwurf der G10 dem preußischen Ausschuss für Lokomotiven vor. Er war im Wesentlichen eine Schlepptenderlokomotive, die das Fahrwerk der Tenderlokomotive T 16 mit dem Kessel der P 8 kombinierte. Der Ausschuss bemängelte das Fahrwerk der T 16 mit der seitenverschiebbaren 3. Achse und wünschte eine Ausführung mit kürzeren Treibstangen, welche die Achse 3 statt 4 als Treibachse verwendet. Garbe stellte den überarbeiteten Entwurf im Dezember 1908 dem Ausschuss vor, bei dem das Fahrwerk neu nur noch verschiebbare Endachsen aufwies und die 3. Achse als Treibachse verwendet wurde – dasselbe Fahrwerk wurde später auch für die T 16 verwendet, wodurch die T 16.1 entstand.
Die ersten Lokomotiven der Gattung G 10 wurden 1910 von Henschel gebaut, weitere Hersteller folgten, wobei einige nur für den Export nach Rumänien bauten. Die meisten Lokomotiven wurden von Henschel, Hanomag und Krupp hergestellt. Bis 1925 wurden insgesamt 2651 Lokomotiven an die deutschen Bahnen geliefert, davon 2589 an die Preußischen Staatseisenbahnen und später Deutsche Reichsbahn, 35 an die Reichseisenbahnen in Elsaß-Lothringen als Elsaß-Lothringische G 10 und 27 an die Eisenbahnen des Saargebietes. Über 300 Lokomotiven gingen an ausländische Bahnverwaltungen wie die österreichisch-ungarischen k.u.k. Heeresbahn oder die Türkischen, Rumänischen, Polnischen, Litauischen und Italienischen Staatsbahnen.

### Deutsche Reichsbahn
Die Deutsche Reichsbahn übernahm einen Großteil der Maschinen aus Preußen und baute die G 10 bis 1925 weiter. Alle Lokomotiven wurden der Baureihe 5710–35 zugeteilt.
Nach dem Ersten Weltkrieg mussten 222 G 10 nach dem Friedensvertrag von Versailles als Reparationsleistung ins Ausland abgegeben werden. Davon gelangten 9 nach Italien, 76 nach Frankreich, 45 nach Belgien, 30 nach Polen und 17 nach Elsaß-Lothringen.
Nach Gründung der Deutschen Reichsbahn wurde die G 10 im ganzen Deutschen Reich eingesetzt.

#### Preußen und Reichsbahn-Nachbauten
Die von Preußen übernommenen Lokomotiven erhielten die Nummern 57 1001–2726. Die direkt an die Reichsbahn abgelieferten oder durch sie nachbestellten Lokomotiven erhielten die Nummern 57 2892–3524, womit ein Nummernbereich dazwischen vorerst unbenutzt blieb. Einige Lokomotiven, die direkt an die Reichsbahn gingen, erhielten anfangs Nummern der Baureihe 33 aus dem vorläufigen Umzeichnungsplan von 1923.

#### Elsaß-Lothringen und Saar
Die Reichseisenbahnen in Elsaß-Lothringen (EL) gab 1910 eine Bestellung über 35 Lokomotiven auf, die in den Jahren 1910 bis 1913 geliefert wurden und die Nummern 5401–5435 erhielten. Während des Ersten Weltkrieges ging die 5407 im Deutschen Reich verloren. Sie wurde später von der Reichsbahn als 57 1124 in ihren Fahrzeugpark eingegliedert.
Nach dem Ersten Weltkrieg kamen die 34 übrig gebliebenen G 10 zur 1918 gegründeten Chemins de fer d’Alsace et de Lorraine (AL), die zusätzlich 17 Lokomotiven als Reparationsleistung des Deutschen Reichs erhielt. Diese bis 1926 abgelieferten Nachbauten erhielten die Nummern 5437–5453. Weitere zwei auf dem Streckennetz vorgefundenen G 10 wurden als Kriegsbeute betrachtet und erhielten die Nummern 5454 und 5455.
Die G 10 der Saarbahnen erhielten 1935 bei der Reichsbahn die Nummern 57 2727–2763, darunter waren mit den 57 2737–2763 die 35 ursprünglich gelieferten Lokomotiven und die beiden Beutemaschinen.

#### Belgien und Luxemburg

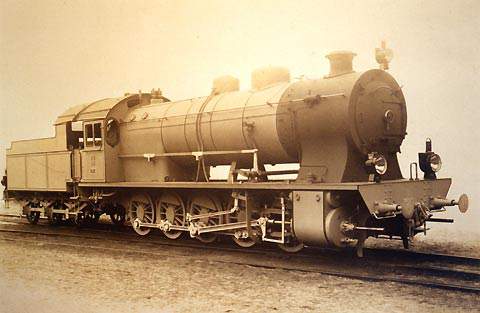
Lokomotive der Baureihe I der Prinz-Heinrich-Eisenbahn in Luxemburg, Betriebs-Nr. 405.

Die belgischen Staatseisenbahnen erhielten nach dem Ersten Weltkrieg 45 Lokomotiven als Reparationsleistung des Deutschen Reichs, die der Baureihe 90 zugeteilt wurden. Elf Lokomotiven wurden 1923 an die Chemins de fer Prince-Henri in Luxemburg (PH) verkauft und dort als Baureihe K bezeichnet. Die PH war bereits in Besitz von fünf Lokomotiven von Schwartzkopff, die als Baureihe I bezeichnet wurden und gegenüber den preußischen Lokomotiven kleine Änderungen aufwiesen. Die Kessellage war geringfügig höher und das Führerhaus kürzer, dafür war der Tender mit einer Führerhausrückwand versehen, welche einen Witterungsschutz bot, wenn die Lokomotiven mit dem Tender voraus im Streckendienst eingesetzt wurde. Die von Belgien übernommenen Lokomotiven erhielten auch die Führerhausrückwände auf dem Tender.
Alle Lokomotiven der PH wurden 1943 von der Reichsbahn übernommen. Die Lokomotiven der Baureihe I erhielten die Nummer 57 901–57 905 und die der Baureihe K die Nummern 57 2773–2783.

#### Österreich und Polen
Die k.u.k. Heeresbahn Österreich-Ungarns besaß ab 1916 insgesamt 20 Stück G 10, die als 680 auf den umgespurten russischen Bahnstrecken eingesetzt waren. Sie verblieben nach Ende des Ersten Weltkrieges alle in Polen und wurden zusammen mit den 35 in Polen bereits vorhandenen und den 30 als Reparationsleistung erhaltenen G 10 der Baureihe Tw 1 zugeordnet, sodass die PKP im Besitz von 85 Tw 1 waren. Bei der Eingliederung der Lokomotiven in die Reichsbahn während des Zweiten Weltkriegs erhielten sie die Nummern 57 2764–2772 und 57 2784–2804.
| Nummer                                                                                | Herkunft                                                                     | Jahr      |
| ------------------------------------------------------------------------------------- | ---------------------------------------------------------------------------- | --------- |
| 57 901–905                                                                            | Prinz-Heinrich-Bahn Luxemburg, I 401–405                                     | 1943      |
| 57 1001–57 2726                                                                       | Preußische Staatseisenbahnen                                                 | 1920      |
| 57 2727–57 2763                                                                       | Saarbahnen                                                                   | 1935      |
| 57 2764–57 2772                                                                       | PKP Tw 1, inklusive ehemalige K.u.k. Heeresbahn 680, in Polen vorgefunden    | 1941      |
| 57 2773–57 2783                                                                       | Prinz-Heinrich-Bahn Luxemburg, K 451–461                                     | 1943      |
| 57 2784–57 2804                                                                       | PKP Tw 1, inklusive ehemalige K.u.k. Heeresbahn 680, in Russland vorgefunden | 1944–1945 |
| 57 2892–57 3524                                                                       | Nachbauten der DR                                                            |           |
| Nach dem Zweiten Weltkrieg von der Deutschen Reichsbahn (1945–1993) vergebene Nummern |                                                                              |           |
| 57 3551                                                                               | Elsaß-Lothringische G 10                                                     | 1948      |
| 57 4245                                                                               | unbekannte Lok im Bereich der Reichsbahndirektion Schwerin vorgefunden       | 1945      |

### Türkei
Während des Ersten Weltkriegs erhielt das Osmanische Reich in größerem Umfang deutsche Lokomotiven zur Unterstützung. Darunter waren auch fünf G 10. 1924 beschaffte die nunmehrige türkische Republik weitere 29 Exemplare bei der Berliner BMAG. In den 30er Jahren kaufte sie noch fünf bei der DR ausgemusterte G 10 und erhielt 18 Nachbauten aus Schweden. Insgesamt besaß die türkische Staatsbahn TCDD damit 49 Exemplare der G 10, eingeordnet wurden die Maschinen als Reihe 55 001. In der Türkei kam mit der TCDD 57 001–027 auch eine Weiterentwicklung der G 10 zum Einsatz. Die Reihe 57 001 war eine 1´E´1-Maschine, die unter Verwendung der Zylinder, des Triebwerks und der Steuerung der G 10 entstand. Der Kessel wurde ebenfalls übernommen, jedoch etwas verlängert.

### Frankreich
Nach dem Ersten Weltkrieg musste das Deutsche Reich als Reparationsleistung 27 Lokomotiven G 10 an die PO und 49 an die PLM abtreten. Die PO verkaufte 21 ihrer Maschinen 1923 an die PLM, die restlichen sechs wurden 5526–5531 nummeriert. Sie waren den Depots von Bordeaux, Coutras und Vierzon zugeteilt, wo sie im schweren Rangier- und Überführdienst eingesetzt waren.
Die PLM nummerierte ihre 49 Lokomotiven 5001–5049, nach dem Zukauf von 21 Lokomotiven der PO und dem geänderten Nummernplan erhielten die 70 Lokomotiven die Bezeichnung 5 B 1–70. Sie waren den Depots von Besançon, Dijon und Grenoble zugeteilt und wurden im schweren Güterverkehr im Jura, in den Cevennen und in den französischen Alpen eingesetzt, wo sie auch als Schiebelokomotive eingesetzt wurden.
Mit der Gründung der SNCF im Jahre 1938 erhielten die Lokomotiven die folgenden Nummern:
- die Lokomotiven der ehemaligen AL erhielten auf dem Papier noch die Nummern 1-050 B 401–435 und 437–455 der Region Est. Sie waren aber zu dieser bereits wieder im Besitz der Deutschen Reichsbahn.
- die PO-Lokomotiven erhielten die Nummern 4-050 D 526–531 der Region Sud-Ouest.
- die PLM-Lokomotiven erhielten die Nummern 5-050 B 1–70 der Region Sud-Est.

Am Einsatz der Lokomotiven änderte sich nichts. Während des Zweiten Weltkriegs beschlagnahmten die deutschen Behörden mehrere Lokomotiven und setzten sie im Deutschen Reich und in den besetzten Gebieten an der Ostfront ein.

### Rumänien

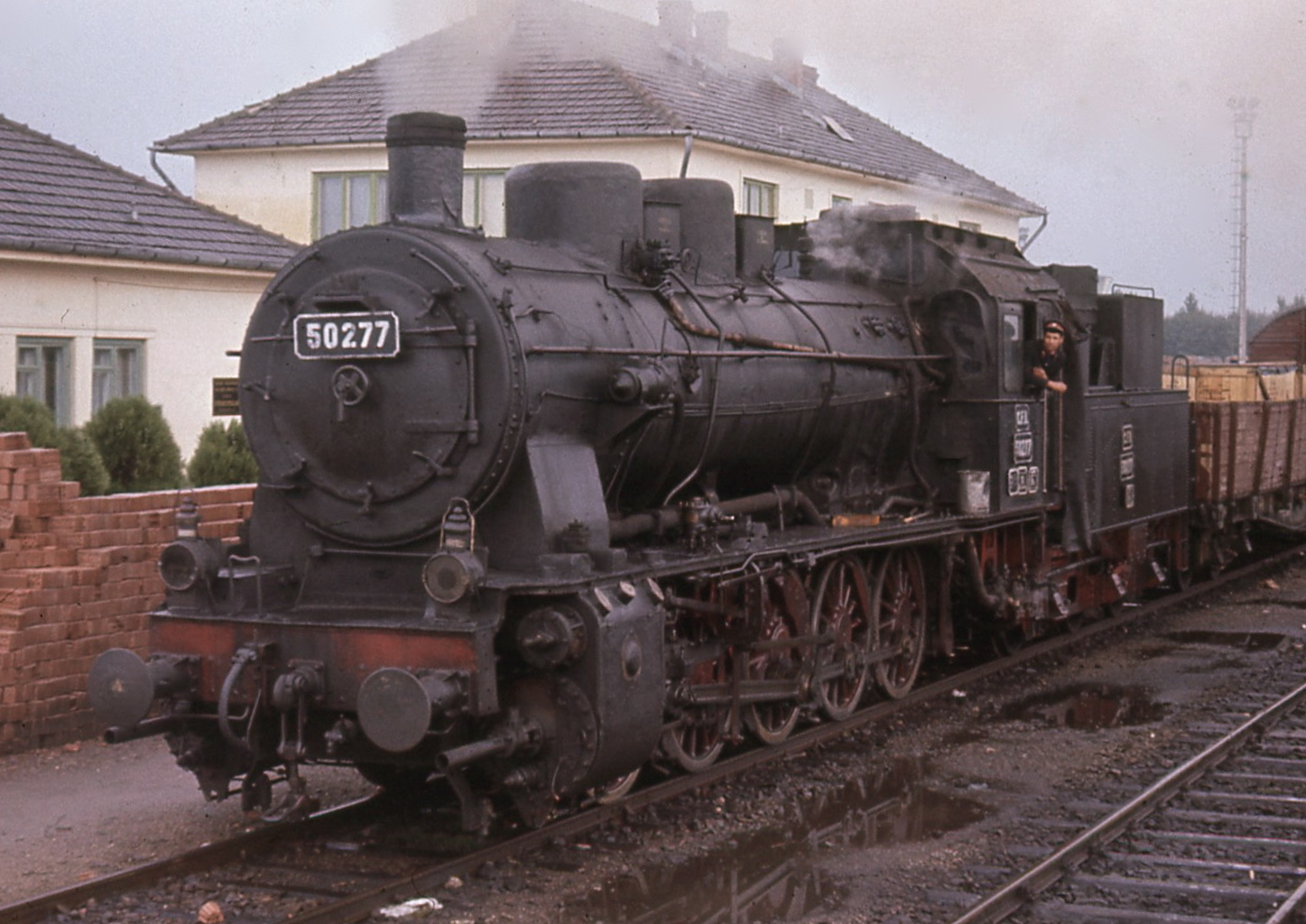
50.277 der CFR

Die CFR, die bereits eine größere Stückzahl preußische P8 in Betrieb hatte, bestellte in den Jahren 1921 bis 1928  bei der deutschen Industrie 231 Lokomotiven G 10. Weitere 42 Lokomotiven wurden gebraucht gekauft. Von 1926 bis 1944 baute Rumänien 520 Lokomotiven in Lizenz in den Fabriken Uzinele și Domeniile Reșița (UDR), die 261 Lokomotiven baute, und in den Malaxa-Werken in Bukarest, die 259 Lokomotiven bauten. Die Lokomotiven aus rumänischer Produktion wiesen gegenüber den deutschen einige Verbesserungen auf. Sie waren mit teilweise geschweißten Kesseln ausgerüstet, die eine Cosmovici-Ölzusatzfeuerung und eine Kylchap-Saugzuganlage hatten, sowie weitere Verbesserungen aufwiesen. Zehn Lokomotiven wurden mit einer Lentz-Ventilsteuerung ausgerüstet, die eine um 10 km/h auf 70 km/h angehobene Höchstgeschwindigkeit erlaubte. Diese Lokomotiven trugen die Betriebsnummern 50.1001–50.1010 Alle Lokomotiven waren der Baureihe 50.1 zugewiesen.

### Verbleib nach dem Zweiten Weltkrieg

#### Deutsche Reichsbahn / Deutsche Bundesbahn

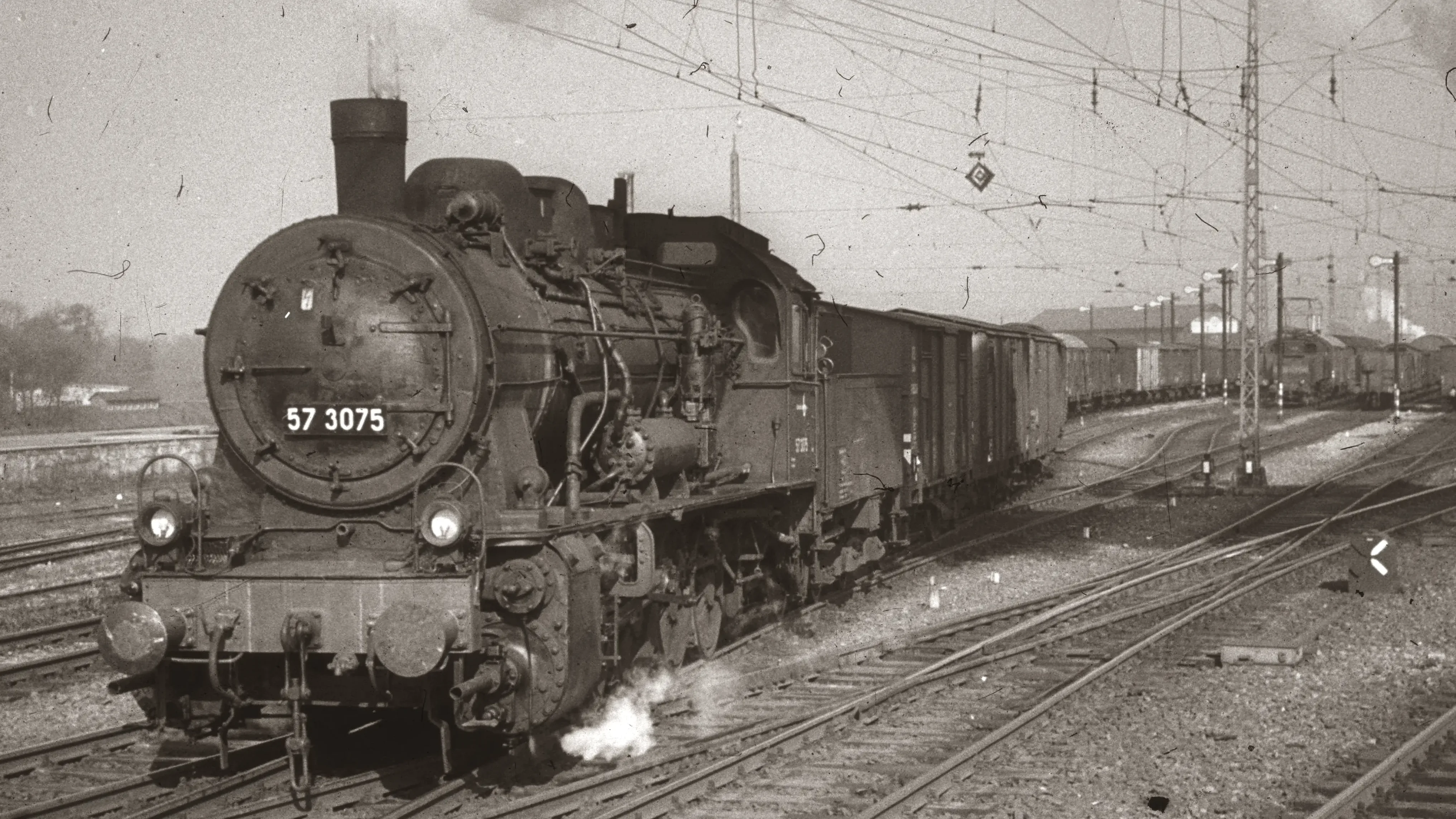
57 3075 im Mai 1954 im Rangierbahnhof Basel Bad

Im Jahre 1950 hatte die Deutsche Bundesbahn 649 der Baureihe 57, die Deutsche Reichsbahn 112 Lokomotiven der Baureihe 57.1-3 und die Saarbahnen 81 Lokomotiven G 10 in ihrem Bestand.
Die in der DDR gefundene ehemalige G 10 aus Elsaß-Lothringen wurde zur 57 3551, eine weitere G 10 unbekannter Herkunft, die in der Reichsbahndirektion Schwerin vorgefunden wurde, wurde zur 57 4245.
Die Bundesbahn musterte ihre G 10 bis 1970 aus, als letzte die EDV 057 070 am 22. September 1970. Die Baureihe 57 gehörte zu den wenigen, die auch nach 1968 noch ihre alten Nummern trugen. Erst bei ihrer Abstellung bekamen sie die neuen Nummern als Baureihe 057 aufgemalt. Bei der Reichsbahn war die Ausmusterung dieser Baureihe 1972 abgeschlossen.

#### Österreich
Nach dem Zweiten Weltkrieg verblieben insgesamt 165 Stück der Baureihe 5710–35 auf österreichischem Staatsgebiet. Von diesen bildeten immerhin noch 96 Stück unter Erhaltung der Ordnungsnummer die ÖBB Reihe 657. Die ÖBB musterten die Lokomotiven bis 1968 aus.

#### Belgien
Von den 45 Lokomotiven, die nach Ende des Ersten Weltkrieges nach Belgien gelangten, wurden 11 nach Luxemburg verkauft. Der Rest stand bis zu seiner Ausmusterung 1953 hauptsächlich im Hafen von Antwerpen im Einsatz.

#### Frankreich
Die meisten G 10 kehrten nach Kriegsende nach Frankreich zurück, zusätzlich wurden in Frankreich 182 Lokomotiven G 10 von den Besatzern zurückgelassene, darunter drei aus Polen stammende ehemalige Tw 1. Zusammen mit den sich bereits im Besitz der SNCF befindlichen G 10 und den 54 Lokomotiven der ehemaligen AL, besaß die SNCF 304 Lokomotiven, die alle der Region Est zugeteilt wurden. Von den ehemaligen PO-Lokomotiven blieben nur zwei übrig, eine wurde nach Kriegsende ausgemustert, drei wurden an das Stahlwerk Société métallurgique de Normandie (SMN) bei Caen verkauft.
Die Nummern wurden wie folgt verteilt:
- ehemalige PO-Lokomotiven: 1-050 B 126, 131
- ehemalige PLM-Lokomotiven: 1-050 B 502–570
- ehemalige Reichsbahnlokomotiven: 1-050 B 601–790

Obwohl die Lokomotiven einfach zu bedienen waren und günstig im Unterhalt waren, wurden sie schnell zur Ausmusterung freigegeben, weil die G 8.1 die gleichen Leistungen erbringen konnten, aber wegen der fehlenden fünften Kuppelachse noch kostengünstiger im Unterhalt war. Der Bestand an G 10 war bis 1951 auf 226 Maschinen geschrumpft, wobei auch einige an die Stahlindustrie und an die Lothringer Bergwerke verkauft worden waren. 1955 gab es keine G 10 mehr im Bestand der SNCF.

#### Griechenland
Nach dem Zweiten Weltkrieg verblieben über 30 Lokomotiven der Baureihe 5710–35 in Griechenland, wovon einige schadhaft waren und nicht mehr eingesetzt werden konnten. 1960 wurden 13 einsetzbare Lokomotiven der Baureihe Κα zugeordnet. Sie erhielten die Nummer Κα 881–893. Die Lokomotiven waren bis in die 1960er-Jahre auf dem Abschnitt Larisa–Lamia der Strecke Athen–Thessaloniki im Schiebedienst eingesetzt.

#### Italien
Die neun nach dem Ersten Weltkrieg als Reparationsleistung des Deutschen Reichs an Italien abgegebenen Lokomotiven der Baureihe 473 waren anfänglich dem Depot Turin zugeteilt und wurden im Güterverkehr eingesetzt. Sie beförderten die gleichen Anhängelasten wie die Baureihe 471 der FS. Gegen Ende der 1920er Jahre wurden die Lokomotiven in den schweren Rangierdienst versetzt, bis auf zwei, die als Reserve für die Porrettana dem Depot Pistoia zugeteilt wurden. Die anderen Lokomotiven kamen für ihre neue Aufgabe zu den Depots Alessandria und Mailand Rbf. In Alessandria endete der Einsatz 1956, in Mailand Ende der 1950er-Jahre. Die letzte Lokomotive wurde 1963 ausgemustert und abgebrochen.

#### Luxemburg
Nach dem Zweiten Weltkrieg kehrten die elf Lokomotiven der Baureihe I vollständig nach Luxemburg zurück und wurden von der CFL der Baureihe 51 mit den Betriebsnummern 5101–5105 zugeordnet. Die letzte Lokomotive der Baureihe wurde 1959 ausgemustert.
Die Lokomotiven der Baureihe K kehrten nur teilweise nach Luxemburg zurück – drei blieben in Ostdeutschland und eine blieb in Polen. Dafür wurden drei Reichsbahnlokomotiven in Luxemburg vorgefunden. Alle Lokomotiven wurden der Baureihe 52 zugeordnet. Die Lokomotiven der ehemaligen Baureihe K erhielten die Nummern 5201–5211, wobei auch die nicht mehr in Luxemburg vorhandenen Lokomotiven in die Nummerierung einbezogen wurden. Die ehemaligen Reichsbahnlokomotiven erhielten die Nummern 5221–5223. Die Lokomotiven der Baureihe 52 wurden durch Diesel- und Elektrolokomotiven abgelöst und bis 1959 vollständig ausgemustert.

#### Norwegen
42 Lokomotiven waren im besetzten Norwegen im Zeitraum von Oktober 1940 bis April 1943 im Einsatz. Sie verblieben nach Kriegsende in Norwegen und erhielten die Baureihenbezeichnung 61a.
Die Lokomotiven waren für norwegische Verhältnisse mit vielen Kurven ungeeignet, mit ihren fünf Kuppelachsen ohne Nachlaufachse waren sie zu steif. Nur wenige der 42 Lokomotiven wurden nach 1945 unterhalten und eingesetzt. Spätestens 1955 waren alle ausgemustert.

#### Polen
Nach dem Krieg wurden in Polen 141 Lokomotiven vorgefunden, wobei einige aus Luxemburg, Belgien und Frankreich stammten. Sie wurden von den PKP bis 1976 weiterverwendet.

#### Tschechoslowakei
Nach dem Ersten Weltkrieg gelangten G 10 zur ČSD. Sie wurden dort als Reihe 534.1 geführt und standen bis in die 60er Jahre im Einsatz. Nach dem Zweiten Weltkrieg waren zwar etliche ehemalige G 10 in der Tschechoslowakei geblieben, doch erhielten sie nur in Ausnahmefällen neue Betriebsnummern 535.15, da diese schon nach einigen Jahren die Tschechoslowakei wieder verlassen hatten. Der überwiegende Teil als Baureihe ТЩ zur SŽD.

#### Rumänien
Nach dem Zweiten Weltkrieg übernahm die CFR zwölf Reichsbahnlokomotiven, die nach dem Zweiten Weltkrieg in Rumänien zurückgelassen wurden, sodass der Bestand theoretisch auf 805 Maschinen, nach anderen Quellen 804 Maschinen, angestiegen wäre. Einige CFR-Lokomotiven gingen aber an die Sowjetunion verloren, nachdem diese Bessarabien besetzte. 1956 waren noch 645 Lokomotiven im Bestand der CFR, die ab 1970 nach und nach abgestellt wurden. Einige waren Anfang der 1990er-Jahre immer noch im Rangierdienst eingesetzt.

### Erhaltene Lokomotiven
Es sind 31 Lokomotiven erhalten, davon 22 aus rumänischer Produktion, sechs für die türkische TCDD gebaute, eine polnische Tw 1 und zwei Lokomotiven, die bei den deutschen Bahnen blieben.
Die Österreichischen Gesellschaft für Eisenbahngeschichte (ÖGEG) erwarb 2001 in Rumänien vier Lokomotiven der CFR-Baureihe 50, ließ die CFR 50.770 in Cluj betriebsfähig aufarbeiten und ließ sie zusammen mit den restlichen erworbenen Lokomotiven im Juni 2004 nach Österreich überführen. Seit September desselben Jahres wird die Lokomotive mit der fiktiven Nummer ÖBB 657.2770 für Sonderfahrten eingesetzt.
Die 57 3297 des Verkehrsmuseums Dresden steht als Leihgabe nicht betriebsfähig im Sächsischen Eisenbahnmuseum Chemnitz-Hilbersdorf. Sie ist wie die 57 3088 im Südwestfälischen Eisenbahnmuseum stets im Besitz deutscher Bahnen geblieben.
| aktuelle Nummer | Nummer nach Zweitem Weltkrieg | Hersteller    | Standort                                                     | Zustand                                                  | Bild |
| --------------- | ----------------------------- | ------------- | ------------------------------------------------------------ | -------------------------------------------------------- | ---- |
| 57 1658         | PKP Tw 1-90                   | Borsig        | Eisenbahnmuseum Koscierzyna, Polen                           | Museumslok im Freien                                     |      |
| 57 1841         | CFR 50.259                    | Borsig        | Eisenbahnmuseum Dieringhausen                                | zerlegt                                                  |      |
| 657.25191)      | CFR 50.519                    | Malaxa        | ÖGEG, Österreich                                             | Ersatzteilspender für 57 2770                            |      |
| 657.27701)      | CFR 50.770                    | Malaxa        | ÖGEG, Österreich                                             | betriebsfähig                                            |      |
| 57 3088         | DB 057 088                    | Rheinmetall   | Südwestfälische Eisenbahnmuseum, Siegen                      | Museumslok, rollfähig, ehemalige Denkmallok in Haltingen |      |
| 57 3297         | DR 57 3297                    | Hohenzollern  | Sächsisches Eisenbahnmuseum                                  | rollfähige Museumslok                                    |      |
| 57 34591)       | CFR 50.459                    | AEG           | ÖGEG, Österreich                                             | rollfähig, schlechter Zustand                            |      |
| 57 35251)       | CFR 50.227                    | Rheinmetall   | Bayerisches Eisenbahnmuseum, Nördlingen                      | rollfähige Museumslok                                    |      |
|                 | CFR 50.3782)                  | Reșița        | Freilicht-Dampflokomotiven-Museum Reșița                     | Museumslok im Freien                                     |      |
| 57 39571)       | CFR 50.397                    | Henschel      | Stiftung historischer Eisenbahnpark Niederrhein in Rheinkamp | in Aufarbeitung                                          |      |
| 57 36081)       | CFR 50.608                    | Malaxa        | ÖGEG, Österreich                                             | nur Rahmen und Tender erhalten                           |      |
| 57 52121)       | CFR 50.212                    | O & K         | Dampflok-Museum Hermeskeil bei Trier                         | rollfähige im Freien, schlechtem Zustand                 |      |
| 57 53701)       | CFR 50.370                    | Reșița        | Dampfloksammlung Falkenberg                                  | rollfähige im Freien, schlechter Zustand                 |      |
|                 | CFR 50.440                    | Linke-Hofmann | Suceava, Rumänien                                            | Denkmallok im Freien                                     |      |
|                 | CFR 50.451                    | Schichau      | Dampflokomotivmuseum Sibiu, Rumänien                         | Museumslok im Freien, schlechter Zustand                 |      |
|                 | CFR 50.469                    | AEG           | Iași, Rumänien                                               | Denkmallokomotive überdacht im Freien                    |      |
|                 | CFR 50.497                    | Malaxa        | Predeal, Rumänien                                            | Denkmallok im Freien                                     |      |
|                 | CFR 50.504                    | Malaxa        | Brăila, Rumänien                                             | Denkmallokomotive im Freien in gutem Zustand             |      |
|                 | CFR 50.508                    | Malaxa        | Tulcea, Rumänien                                             | Denkmallokomotive im Freien                              |      |
|                 | CFR 50.659                    | Malaxa        | Buzău, Rumänien                                              | Denkmallokomotive im Freien in gutem Zustand             |      |
|                 | CFR 50.735                    | Malaxa        | Fetești, Rumänien                                            | Torso abgestellt im Freien                               |      |
| 57 57641)       | CFR 50.764                    | Malaxa        | Dampfloksammlung Falkenberg                                  | rollfähige im Freien, mäßiger Zustand                    |      |
| 57 58291)       | CFR 50.829                    | Malaxa        | Privatbesitz in Finsterwalde                                 | rollfähige im Freien, schlechter Zustand                 |      |
|                 | CFR 50.852                    | Malaxa        | Dej, Rumänien                                                | Denkmallokomotive im Freien                              |      |
| 57 58551)       | CFR 50.855                    | Reșița        | Dampflok-Museum Hermeskeil bei Trier                         | rollfähige im Freien, schlechter Zustand                 |      |
|                 | TCDD 55011                    | Nohab         | Kars (Bahnsteig)                                             | Denkmallokomotive im Freien                              |      |
|                 | TCDD 55020                    | Schwartzkopff | Edirne                                                       | Denkmallokomotive im Freien in gutem Zustand             |      |
|                 | TCDD 55022                    | Borsig        | Rahmi M. Koç Museum, Istanbul                                | Museumslok überdacht                                     |      |
|                 | TCDD 55025                    | Henschel      | Afyonkarahisar                                               | Denkmallokomotive im Freien                              |      |
|                 | TCDD 55037                    | Schwartzkopff | Eisenbahnmuseum Çamlık                                       |                                                          |      |
|                 | TCDD 55047                    | Schwartzkopff | TCDD Museum, Ankara                                          | Museumslokomotive im Freien                              |      |

1)  fiktive Nummer, welche die Lokomotiven im Betrieb nie trug, meist bei Lokomotiven, die an die rumänische CFR geliefert wurden
2)  trägt Schilder der 50.115 weil die originalen Schilder gestohlen wurden

## Technik
Die G10 verwendete ein Fahrwerk, bei dem die 1. und 5. Kuppelachse um ± 28 mm seitenverschiebbar war und die mittlere Achse einen um 5 mm geschwächten Spurkranz aufwies. Das Zweizylinder-Triebwerk arbeitete auf die 3. Achse. Der Heißdampfkessel mit Schmidt-Rauchrohrüberhitzer ist bis auf den höheren Dampfdom gleich wie derjenige der P 8. Charakteristisch ist die mit einem Winkelring an den Langkessel angenietete Rauchkammer, die einen etwas größeren Durchmesser als den Langkessel hat.
Die Lokomotiven waren mit Schlepptendern der Bauarten pr 3 T 16,5, pr 3 T 20, pr 2'2' T 21,5, pr 2'2' T 31,5 und bay 3 T 20,2 ausgestattet. Letztere wurden von den Lokomotiven der bayrischen Baureihe G 4/5 H übernommen.
Nach Versuchsfahrten beschrieb die Deutsche Reichsbahn die Leistungsfähigkeit der Lokomotive wie folgt:
| Steigung | Wagenzugmasse | Geschwindigkeit |
| -------- | ------------- | --------------- |
| Ebene    | 1460 t        | 50 km/h         |
| 5 ‰      | 875 t         | 35 km/h         |
| 10 ‰     | 905 t         | 20 km/h         |

## Film
- Die Baureihe 57.10. In: Die Stars der Schiene. Nr. 51. RioGrande (DVD).